# Johannes Obergethmann

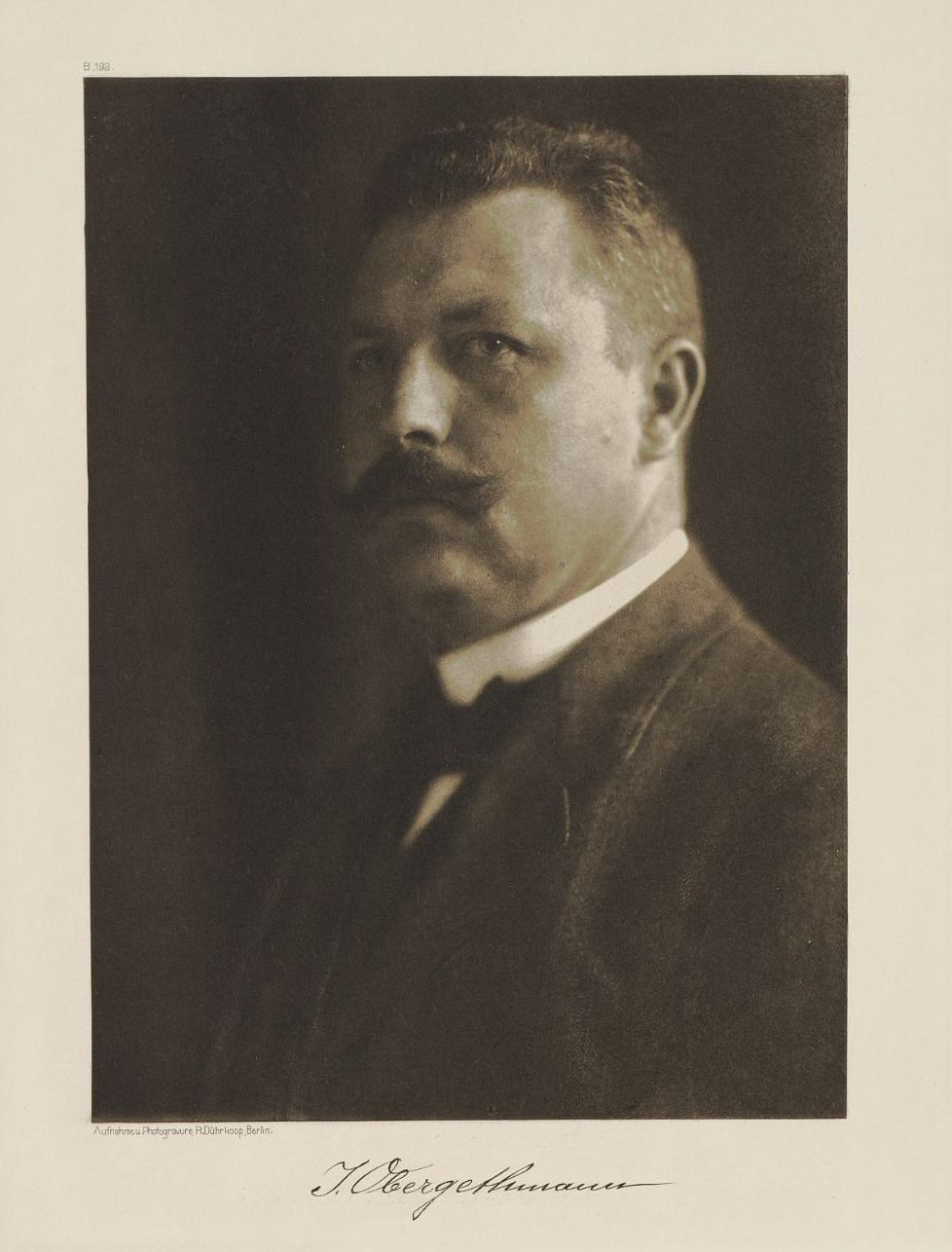
Johannes Obergethmann, 1907, Foto von Rudolf Dührkoop

Johannes Obergethmann (* 2. Dezember 1862 in Hattingen; † 22. Juni 1921 in Berlin) war ein deutscher Eisenbahningenieur und Hochschullehrer. 

## Leben
Johannes Obergethmann studierte an der RWTH Aachen Maschinenbau. Im Sommersemester 1882 wurde er Mitglied des akademischen Vereins Delta, des späteren Corps Delta. Nach Abschluss des Studiums begann er als Regierungsbauführer ein Referendariat in der preußischen Eisenbahnverwaltung. 1891 wurde er nach bestandenem zweiten Staatsexamen zum Regierungsbaumeister (Assessor) ernannt.
1902 erhielt Obergethmann einen Ruf auf einen Lehrstuhl für Maschinenbau an der RWTH Aachen. 1906 wurde er als Ordinarius für Eisenbahnmaschinen-, Betriebs- und Signalwesen an die Technische Hochschule Charlottenburg berufen. Im Studienjahr 1912/1913 war er Abteilungsvorsteher für die Abteilung Maschinen-Ingenieurwesen. Sein Nachfolger war Felix Meineke.
Obergethmann arbeitete insbesondere auf den Gebieten des Lokomotivbaus und der Eisenbahnfahrzeuge.
Johannes Obergethmann erlag am 22. Juni 1921 im Alter von 58 Jahren in Berlin einem langen Leiden. Die Beisetzung erfolgte am 25. Juni 1921 auf dem Evangelischen Kirchhof Nikolassee.

## Auszeichnungen
- 1912 wurde Johannes Obergethmann mit dem Roten Adlerorden 4. Klasse ausgezeichnet.[5]